# Bradley Roland Will
Bradley Roland Will (Evanston, 1970 — Calicanto, 27 de Outubro de 2006),  informalmente conhecido como Brad Will, foi um anarquista, jornalista e documentarista americano.

## Biografia
Brad nasceu em Evanston,] Illinois, e foi criado na afluente comunidade de Kenilworth. Brad se formou na New Trier High School em 1988 e fez sua faculdade na Allegheny College em Meadville, Pensilvânia, onde se tornou Bacharel em Letras.

## Ativismo
Na Universidade de Neropa , Will participou de uma performance artística prostestando contra a comunidade conservadora Cristã e suas propostas de alterações na constituição do Colorado, que propunha a redução dos direitos  da comunidade homossexual. Will fingiu se casar com outro homem em uma cerimônia conduzida por Peter Lamborn Wilson, um ministro ordenado da Universal Life Church. A cerimônia performática incluiu também um desfile de pessoas vestindo roupas do sexo oposto, próximo de um evento do Promise Keepers em Boulder, Colorado. Nessa época, também esteve na luta contra a remoção de hortas comunitárias, incluindo também o jardim Chico Mendes, que leva o nome de um ativista e ambientalista brasileiro. Will foi um participante ativo nos protestos ao redor do país, geralmente a favor da justiça social e causas relacionadas aos direitos humanos, também se envolveu com movimentos ambientalistas como o Earth First! e Fall Creek Tree Village, ambos em Oregon.
Em Nova Iorque, Will se envolveu em movimentos de ocupações do Lower East Side, também fez parte do movimento que ficou conhecido como freeganism, pessoas que se esforçavam para viver fora da rede econômica convencional coletando e consumindo produtos descartados por mercados e comerciantes de alimentos.
Will ganhou notoriedade pelo seu esforço em evitar que Nova Iorque demolisse alguns barracos na região da Fifth Street no Lower East Side. Quando uma grande equipe de construção chegou no local para começar a demolição, Brad subiu em cima de uma construção e ficou com os braços levantados, acenando. Seu esforço fizeram com que a demolição cessasse, mas infelizmente a cidade logo tomou as medidas necessárias para que o local fosse assolado, construindo uma cafeteria onde antes estavam as famílias. Will algum tempo depois falou sobre a construção em um programa produzido pela emissora Paper Tiger em um programa chamado ''ABC Survives, Fifth Street Buried Alive''.
''Nós estávamos transformando aquele edifício condenado em um lar. O interior precisava de reparos e nós trouxemos aquele edifício de volta a vida. Ele estava de pé. A maior razão pra ele estar vivo eram as pessoas vivendo nele. Se nós deixássemos a cidade fazer o que queria com ele - eles retiraram a escada, perfuraram o telhado- a água teria apodrecido o lugar de dentro pra fora. Nós reconstruímos as vigas, reconstruímos o chão. O que eles fizeram? Eles o destruíram. O edifício tinha mais de cem anos de idade, ele estava inteiro.''
Dentre outras, foi voluntário do Indymedia de Nova Iorque, ficou conhecido por mostrar lutas populares em  vários lugares do mundo e principalmente na América Latina. No Brasil, ao lado do Centro de Mídia Independente brasileiro, registrou a luta dos sem-teto do acampamento Sonho Real, em Goiânia.

## Morte
No começo de Outubro de 2006, Brad Will foi a Oaxaca, estado mexicano onde ocorre desde Maio uma insurreição popular. Em 27 de outubro de 2006, durante uma luta trabalhista na cidade mexicana de Oaxaca, Brad foi atingido por dois tiros disparados por paramilitares do governo, que resultaram na sua morte.

## Condecorações
Medalha Chico Mendes de Resistência: 2008.